# La tentación de existir
La tentación de existir es el segundo libro de Cioran que se publicó en España en 1973, traducción del original La tentation d´exister publicado por Gallimard en 1972, y traducido por Fernando Savater. 
El pensamiento de Cioran ácido y escéptico, con su estilo incisivo, se convierte en este libro -dividido en once capítulos, el décimo con grupos de aforismos- en una experiencia intelectual imprescindible.
- Pensar contra sí mismo: ...por lo que la historia, agresión del hombre contra sí mismo, ha cobrado empuje y forma; de tal suerte que entregarse a la historia es aprender a sublevarse, a imitar al diablo.
- Sobre una civilización exhausta: No todo está perdido: quedan los bárbaros. ¿de dónde vendrán?. No importa.
- Pequeña teoría del destino: Cioran reflexiona sobre el pueblo español y el ruso: España sufre por haber salido de la historia y Rusia por querer a toda costa establecerse en ella.
- Ventajas del exilio.
- Un pueblo de solitarios: divagaciones sobre el pueblo judío.
- Carta sobre algunas aporías: Carta de Cioran a un escritor de provincias en la que habla sobre las paradojas de escribir y de su escritura: Me destruyó a mí mismo y así lo quiero; mientas tanto, en ese clima de asma que crean las convicciones, yo respiro; respiro a mi manera.
- El estilo como aventura.
- Más allá de la novela: Es el individuo quien hace el arte. Y lo mejor que un artista produce son sus ideas sobre lo que hubiera podido realizar.
- El comercio de los místicos: La introducción a éste pequeño capítulo que Cioran dedica a los místicos bien puede aplicarse a su obra: Nada más irritante que esas obras en las que se coordinan las ideas frondosas de un espíritu que ha aspirado a todo, salvo al sistema.
- Furores y resignaciones: Pensar es dejar de venerar, es rebelarse contra el misterio y proclamar su quiebra
- La tentación de existir: Existir es una costumbre que no desespero de adquirir. Imitaré a los otros, a los astutos que lo han logrado, a los transfugas de la lucidez, saquearé sus secretos y hasta sus esperanzas, feliz de poder aferrarme con ellos a las indignidades que conducen a la vida.